# Distretto di Mahambet
Il distretto di Mahambet (in kazako: Махамбет ауданы) è un distretto (audan) del Kazakistan con  capoluogo Mahambet.